# Orphanet
Orphanet es una base de datos europea sobre enfermedades raras y medicamentos huérfanos. Fue fundada en Francia por el INSERM (Instituto Nacional Francés de la Salud y de la Investigación Médica) en 1997 y sus oficinas administrativas se encuentran en París. Su página web contiene información tanto para profesionales de la salud como para pacientes. La organización publica también la revista en línea de acceso libre Orphanet Journal of Rare Diseases (Revista Orphanet de Enfermedades Raras).